# Coupe Intertoto 1972
Navigation
Édition précédente Édition suivante
La Coupe Intertoto 1972 est la sixième édition de la Coupe Intertoto.
Les équipes sont réparties en huit groupes de quatre équipes. Ces équipes s'affrontent en matches aller-retour. Aucun vainqueur n'est désigné à l'issue de la compétition estivale.

## Groupes
Une victoire rapporte deux points, un match nul un point et une défaite zéro point.

### Groupe 1
| Rang | Équipe           | Pts | J | G | N | P | Bp | Bc | Diff |  | Résultats (▼ dom., ► ext.) |     |     |     |     |
| ---- | ---------------- | --- | - | - | - | - | -- | -- | ---- |  | -------------------------- | --- | --- | --- | --- |
| 1    | AC Nitra         | 12  | 6 | 6 | 0 | 0 | 19 | 5  | +14  |  | AC Nitra                   |     | 4-1 | 2-0 | 3-0 |
| 2    | Wacker Innsbruck | 4   | 6 | 2 | 0 | 4 | 12 | 13 | -1   |  | Wacker Innsbruck           | 0-1 |     | 3-1 | 5-1 |
| 3    | KB Copenhague    | 4   | 6 | 2 | 0 | 4 | 10 | 13 | -3   |  | KB Copenhague              | 2-3 | 2-1 |     | 2-4 |
| 4    | Örgryte IS       | 4   | 6 | 2 | 0 | 4 | 11 | 21 | -10  |  | Örgryte IS                 | 2-6 | 4-2 | 0-3 |     |

### Groupe 2
| Rang | Équipe            | Pts | J | G | N | P | Bp | Bc | Diff |  | Résultats (▼ dom., ► ext.) |     |     |     |     |
| ---- | ----------------- | --- | - | - | - | - | -- | -- | ---- |  | -------------------------- | --- | --- | --- | --- |
| 1    | IFK Norrköping    | 8   | 6 | 3 | 2 | 1 | 10 | 7  | +3   |  | IFK Norrköping             |     | 2-1 | 0-2 | 1-1 |
| 2    | Austria Salzbourg | 8   | 6 | 4 | 0 | 2 | 11 | 9  | +2   |  | Austria Salzbourg          | 2-4 |     | 3-2 | 2-0 |
| 3    | FC Winterthur     | 6   | 6 | 2 | 2 | 2 | 9  | 8  | +1   |  | FC Winterthur              | 1-1 | 1-2 |     | 3-2 |
| 4    | Górnik Wałbrzych  | 2   | 6 | 0 | 2 | 4 | 3  | 9  | -6   |  | Górnik Wałbrzych           | 0-2 | 0-1 | 0-0 |     |

### Groupe 3
| Rang | Équipe           | Pts | J | G | N | P | Bp | Bc | Diff |  | Résultats (▼ dom., ► ext.) |     |     |     |     |
| ---- | ---------------- | --- | - | - | - | - | -- | -- | ---- |  | -------------------------- | --- | --- | --- | --- |
| 1    | AS Saint-Étienne | 10  | 6 | 4 | 2 | 0 | 12 | 2  | +10  |  | AS Saint-Étienne           |     | 0-0 | 0-0 | 3-0 |
| 2    | Wisła Cracovie   | 7   | 6 | 2 | 3 | 1 | 12 | 3  | +9   |  | Wisła Cracovie             | 0-1 |     | 8-0 | 1-1 |
| 3    | BSC Young Boys   | 4   | 6 | 1 | 2 | 3 | 4  | 17 | -13  |  | BSC Young Boys             | 0-5 | 1-1 |     | 2-1 |
| 4    | Åtvidabergs FF   | 3   | 6 | 1 | 1 | 4 | 6  | 12 | -6   |  | Åtvidabergs FF             | 2-3 | 0-2 | 2-1 |     |

### Groupe 4
| Rang | Équipe                    | Pts | J | G | N | P | Bp | Bc | Diff |  | Résultats (▼ dom., ► ext.) |     |     |     |     |
| ---- | ------------------------- | --- | - | - | - | - | -- | -- | ---- |  | -------------------------- | --- | --- | --- | --- |
| 1    | Slavia Prague             | 7   | 6 | 2 | 3 | 1 | 9  | 5  | +4   |  | Slavia Prague              |     | 0-0 | 4-0 | 1-0 |
| 2    | Malmö FF                  | 7   | 6 | 3 | 1 | 2 | 15 | 12 | +3   |  | Malmö FF                   | 2-1 |     | 4-1 | 5-1 |
| 3    | OGC Nice                  | 5   | 6 | 2 | 1 | 3 | 11 | 14 | -3   |  | OGC Nice                   | 2-2 | 6-2 |     | 2-0 |
| 4    | Alemannia Aix-la-Chapelle | 5   | 6 | 2 | 1 | 3 | 7  | 11 | -4   |  | Alemannia Aix-la-Chapelle  | 1-1 | 3-2 | 2-0 |     |

### Groupe 5
| Rang | Équipe            | Pts | J | G | N | P | Bp | Bc | Diff |  | Résultats (▼ dom., ► ext.) |     |     |     |     |
| ---- | ----------------- | --- | - | - | - | - | -- | -- | ---- |  | -------------------------- | --- | --- | --- | --- |
| 1    | Slovan Bratislava | 10  | 6 | 5 | 0 | 1 | 16 | 7  | +9   |  | Slovan Bratislava          |     | 5-0 | 0-3 | 4-1 |
| 2    | First Vienna FC   | 6   | 6 | 2 | 2 | 2 | 9  | 10 | -1   |  | First Vienna FC            | 0-1 |     | 2-2 | 3-0 |
| 3    | FC Zurich         | 5   | 6 | 1 | 3 | 2 | 8  | 8  | 0    |  | FC Zurich                  | 1-3 | 1-1 |     | 3-0 |
| 4    | Djurgårdens IF    | 3   | 6 | 1 | 1 | 4 | 6  | 14 | -8   |  | Djurgårdens IF             | 2-3 | 1-3 | 2-1 |     |

### Groupe 6
| Rang | Équipe                 | Pts | J | G | N | P | Bp | Bc | Diff |  | Résultats (▼ dom., ► ext.) |     |     |     |     |
| ---- | ---------------------- | --- | - | - | - | - | -- | -- | ---- |  | -------------------------- | --- | --- | --- | --- |
| 1    | Eintracht Braunschweig | 9   | 6 | 4 | 1 | 1 | 15 | 5  | +10  |  | Eintracht Braunschweig     |     | 5-0 | 2-0 | 4-1 |
| 2    | ZVL Žilina             | 8   | 6 | 3 | 2 | 1 | 11 | 11 | 0    |  | ZVL Žilina                 | 1-1 |     | 1-0 | 3-1 |
| 3    | Landskrona BoIS        | 6   | 6 | 2 | 2 | 2 | 7  | 6  | +1   |  | Landskrona BoIS            | 3-0 | 2-2 |     | 0-0 |
| 4    | Vejle BK               | 1   | 6 | 0 | 1 | 5 | 5  | 16 | -11  |  | Vejle BK                   | 0-3 | 2-4 | 1-2 |     |

### Groupe 7
| Rang | Équipe                  | Pts | J | G | N | P | Bp | Bc | Diff |  | Résultats (▼ dom., ► ext.) |     |     |     |     |
| ---- | ----------------------- | --- | - | - | - | - | -- | -- | ---- |  | -------------------------- | --- | --- | --- | --- |
| 1    | Hanovre 96              | 9   | 6 | 4 | 1 | 1 | 15 | 10 | +5   |  | Hanovre 96                 |     | 3-2 | 4-1 | 3-2 |
| 2    | Grasshopper-Club Zurich | 7   | 6 | 2 | 3 | 1 | 12 | 7  | +5   |  | Grasshopper-Club Zurich    | 1-1 |     | 1-1 | 1-1 |
| 3    | Stal Mielec             | 7   | 6 | 3 | 1 | 2 | 13 | 12 | +1   |  | Stal Mielec                | 3-2 | 1-4 |     | 5-0 |
| 4    | Hvidovre IF             | 1   | 6 | 0 | 1 | 5 | 5  | 16 | -11  |  | Hvidovre IF                | 1-2 | 0-3 | 1-2 |     |

### Groupe 8
| Rang | Équipe              | Pts | J | G | N | P | Bp | Bc | Diff |  | Résultats (▼ dom., ► ext.) |     |     |     |     |
| ---- | ------------------- | --- | - | - | - | - | -- | -- | ---- |  | -------------------------- | --- | --- | --- | --- |
| 1    | VÖEST Linz          | 7   | 6 | 2 | 3 | 1 | 10 | 8  | +2   |  | VÖEST Linz                 |     | 2-0 | 1-1 | 3-1 |
| 2    | Odra Opole          | 6   | 6 | 3 | 0 | 3 | 11 | 8  | +3   |  | Odra Opole                 | 2-0 |     | 4-3 | 4-0 |
| 3    | Rot-Weiß Oberhausen | 6   | 6 | 2 | 2 | 2 | 11 | 11 | 0    |  | Rot-Weiß Oberhausen        | 2-2 | 1-0 |     | 2-1 |
| 4    | BK Frem             | 5   | 6 | 2 | 1 | 3 | 9  | 14 | -5   |  | BK Frem                    | 2-2 | 2-1 | 3-2 |     |